# Хенсен, Бернхафф
Бернхафф Отелус Хенсен (англ. Bernhuff Otelus Hansen; 17 августа 1877, Рогнан, Норвегия — 1950, Смиттаун Нью-Йорк, США) — американский борец, чемпион летних Олимпийских игр 1904.
На Играх 1904 в Сент-Луисе Хенсен соревновался только в категории свыше 71,7 кг. Он выиграл у Фрэнка Канглера в финале, выиграв золотую медаль.